# Automobil compact

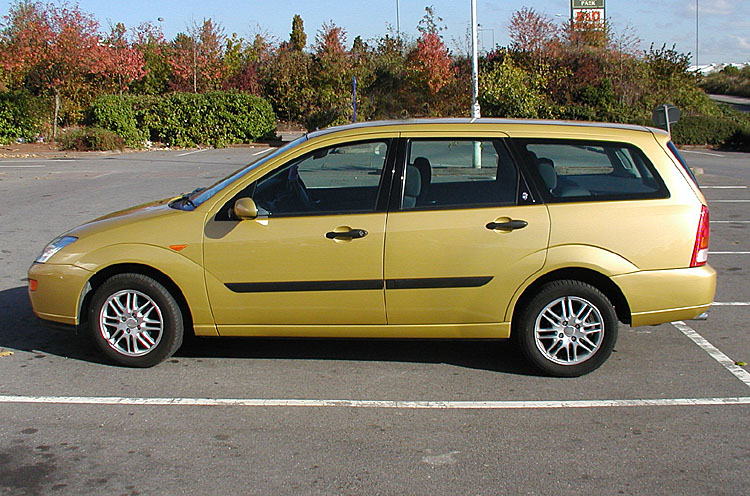
Ford Focus - mașină mică de familie

Mașină compactă (America de Nord), mașină mică de familie sau automobil din segmentul C este o clasificare a automobilelor care sunt mai mari decât un supermini și mai mici decît o mașină mare de familie.
În prezent compactele au între 4100 și 4450 de mm lungime dacă sunt hatchback-uri și între 4400 și 4600 dacă sunt cabriolete, berline sau break-uri. Monovolumele și SUV-urile bazate pe mașinile compacte se numesc monovolume compacte, respectiv SUV-uri compacte și au devenit populare în anii 1990.